# 14-й моторизованный корпус (вермахт)
14-й моторизованный корпус (нем. XIV. Armeekorps (motorisiert)), сформирован 1 апреля 1938 года.
21 июня 1942 года переформирован в 14-й танковый корпус.

## Боевой путь корпуса
Штаб корпуса был сформирован 1 апреля 1938 года в Магдебурге в 11-м военном округе. Штаб формировался не как территориальное управление, а для четырех моторизованных дивизий армии. Во главе корпуса был поставлен генерал пехоты Густав фон Витерсхайм.
Корпус участвовал в оккупации Чехословакии 15 и 16 марта 1939 года. Действуя в составе 8-й армии, 14-й армейский корпус (28-я пехотная и 29-я моторизованная дивизии) наступал из района южнее Трутнова и западнее Кладско в сторону Градец-Кралова, Пардубице и района южнее их.
С 1 сентября 1939 года корпус, в составе 13-й моторизованной и 29-й моторизованной дивизии, участвовал во вторжении в Польшу. Из района Кройцберг в Верхней Силезии корпус продвигался вперёд к Варте. 4 сентября корпус застрял перед польской позицией на Видавке. По мере продвижения центра 10-й армии к Пётркув-Трыбунальски и Кельце польские части в ночь на 6 сентября эвакуировали свои позиции, расчищая путь на северо-восток. Затем корпус двинулся в направлении Радома. В тяжёлых боях корпус прорвался через обширный бездорожный лесной массив на северо-западном склоне Лысой горы и 8 сентября при поддержке 1-й лёгкой дивизии занял Радом. 9 сентября корпус частями подошёл к мостам через Вислу у Демблина и Козенице. Это замкнуло немецкое кольцо вокруг польских частей, дислоцированных под Радомом. В тот же день польские части попали в плен. После боёв под Радомом корпус очистил поле боя, а затем сформировал плацдармы за средней Вислой у Демблина и Пулавы. Остальные польские части собрались в низовьях Вепша. 2 октября против этого скопления войск была развернута 13-я дивизия. Однако атака дивизии не удалась из-за сильной польской обороны. 5 октября корпусу удалось окружить польские части северо-западнее Коцка, так что 6 октября 1939 года они сдались. Таким образом, боевые действия в Польше закончились для корпуса. В декабре 1939 года его перебросили на Западный фронт в Хунсрюк.
В начале Западной кампании корпус подчинялся танковой группе фон Клейста. Состав корпуса был тот же, что и в Польскую кампанию. Корпус следовал за 19-м моторизованным корпусом Гудериана и 41-м моторизованным корпусом Райнхардта, продвигаясь к Седану. Корпус продвинулся южнее двух танковых корпусов, преследуя бельгийцев, отступавших между Льежем и Хасселтом, к позиции у реки Диль севернее Намюра. Он обеспечивал защиту южного фланга наступающему танковому корпусу и 23 мая достиг Амьена, где установил линию фронта и создал плацдарм на юге через Сомму. 24 мая корпус отразил контратаки британцев. Корпус был отправлен для атаки на Дюнкерк в конце мая, и к 31 мая он вместе с 9-й танковой дивизией и 11-й стрелковой бригадой находился по обе стороны от Берга, лицом к Дюнкерку. Перед ним была поставлена задача обеспечить артиллерийскую и, по возможности, пехотную поддержку атаки 10-го армейского корпуса. После битвы при Дюнкерке корпус вернулся на плацдарм у Амьена и оставался там до начала «Битвы за Францию», второй фазы западной кампании. 5 июня он продвинулся на юг со своего плацдарма у Амьена, а 6 июня смог сделать широкий, но едва ли более глубокий, чем накануне, прорыв. 8 июня корпус смог пересечь дорогу Конти-Айи-сюр-Нуа в нескольких километрах южнее, в ожесточённых боях по обе стороны от Эссеро. 11 июня корпус, преследуя теперь уже отступающего противника, вышел на рубеж Клермон западнее Эстре и к 14 июня продвинулся на рубеж Бийнёв — Барбонн, только чтобы в тот же вечер прорваться к Сене. 15 июня корпус форсировал Сену западнее Ромийи. 17 июня корпус вышел в район южнее Сольжа и Шато-Шинона. 18 июня корпус вместе с 9-й танковой дивизией смог захватить плацдарм через Луару у Невеса и занял уцелевший мост у Десиза. 10-я танковая дивизия взяла Ле-Крёзо, а дивизия СС «Тотенкопф» очистила район наступления позади двух танковых дивизий. 19 июня 9-я танковая дивизия вместе с Лейбштандартом СС «Адольф Гитлер» отошла на юг от плацдармов у Невера и Десиза, а 10-я танковая дивизия с пехотным полком «Великая Германия» продвинулась к Ле-Крёзо. 25 июня 14-й корпус вышел на рубеж Коньяк — Ангулем — Ла-Рошфуко. Поход на запад закончился для корпуса в этом районе. Корпус был собран в районе Ле-Крёзо, а 19 июля штаб корпуса был переведен в Отён.
В январе 1941 года 14-й корпус было переведён в Румынию вместе с 12-й армией. В апреле 1941 года корпус был переброшен в Болгарию для Балканской кампании и атаковал сектор Морава со своего плацдарма к северо-западу от Софии. Корпус продвинулся в Сербию через Порот. После окончания Балканской кампании корпус был переброшен в Галицию и приписан к 1-й танковой группе в качестве резерва при подготовке к Русской кампании.
На 22 июня 1941 года корпус состоял из 9-й танковой дивизии и дивизия СС «Викинг». Корпус следовал за 1-й танковой группой через Аннополь. Во время танкового сражения у Луцка - Дубно в конце июня 1941 года корпус вёл оборонительные бои против соединений русских танков под Золочевом. 2 июля был взят Тернополь, 7 июля линия Сталина была прорвана. 16 июля была достигнута Белая Церковь, откуда корпус повернул на юг, чтобы до 8 августа 1941 года принять участие в сражении под Уманью. Дальнейшее наступление шло на Первомайск и 16 августа корпус принял участие во взятии Кривого Рога. Двумя днями позже достиг Днепропетровска. Затем корпус повернул на север и 11 сентября форсировал Днепр в районе Кременчуга, где до 26 сентября 1941 года принимал участие в битве за Киев. К этому моменту в корпус входили 9-я танковая, 16-я и 25-я пехотные дивизии. Во взаимодействии с 48-м армейским корпусом наступали на север. 15 сентября соединились с войсками 2-й танковой группы у Лохвицы и закрыли котёл. Затем корпус отразил несколько попыток прорыва русских. Корпус был выдвинут на орловское направление через Царичанку — Маячку. К 27 сентября она вышла на Новомосковск. 2 октября в ходе Азовского сражения корпус вышел в район северо-западнее Орехова. 4 октября западное крыло было переброшено в Запорожье и Ново Григорьевское и смогло отразить контратаки русских у Семёновки 5 октября 1941 года. 9 октября корпус закрыл котёл на Азовском море, наступая на северо-восток и север. Подчинённые дивизии наступали на Андреевку (16-я танковая дивизия), Семёновку (60-я пехотная дивизия) и восточнее Меменчика (бригада СС «Викинг»). После окончания боёв корпус продвинулся к реке Кальмиус по обе стороны от Карани и 12 октября выдвинул 6-ю танковую дивизию на Михайловскую, бригаду СС «Викинг» на Павлополь и 60-ю пехотную дивизию в район восточнее Мариуполя.
После этого корпус принимал участие в наступлении на Ростов. 20 октября в 17:00 командир 14-го моторизованного корпуса и оперативное отделение штаба корпуса прибыли в Анастасиевку (Ростовская область). Остальные отделы и службы штаба корпуса в связи с непроходимостью дорог не могли проехать, ночевали на дороге и прибыли утром 21 октября. Штаб 14-го моторизованного корпуса вермахта размещался в Анастасиевки до 2 ноября 1941 включительно после чего убыл в Манергейм. С 07:00 2 декабря 1941 года  по апрель 1942  года штаб корпуса размещался Марфинке (Ростовская область). Зимой 1941/42 годов защищал позиции на южном Миусе. К июню 1942 года корпус находился на самом южном участке восточного фронта от Миуса до Таганрога. В июне 1942 года корпус также именовался группой Витерсхайма (нем. Gruppe von Wietersheim).
21 июня 1942 года переименован в 14-й танковый корпус.

## В составе
| Дата     | Армия               | Группа армий      |
| -------- | ------------------- | ----------------- |
| 1939     |                     |                   |
| Сентябрь | 10-я армия          | Группа армий «Юг» |
| Декабрь  | 16-я армия          | Группа армий «А»  |
| 1940     |                     |                   |
| Январь   |                     | ОКХ               |
| Май      | 12-я армия          | Группа армий «А»  |
| Июнь     | 4-я армия           | Группа армий «Б»  |
| Июль     | 2-я армия           | Группа армий «Ц»  |
| Октябрь  | 12-я армия          | Группа армий «Б»  |
| 1941     |                     |                   |
| Январь   | 12-я армия          | ОКХ               |
| Апрель   | 1-я танковая группа | ОКХ               |
| Май      | 2-я армия           | ОКХ               |
| Июнь     | 1-я танковая группа | Группа армий «Юг» |
| 1942     |                     |                   |
| Январь   | 1-я танковая армия  | Группа армий «Юг» |
| Июнь     |                     | Группа армий «Юг» |

## Состав корпуса
1 сентября 1939:
- 13-я моторизованная дивизия
- 29-я моторизованная дивизия

8 июня 1940:
- 9-я танковая дивизия
- 10-я танковая дивизия
- 13-я моторизованная дивизия
- 9-я пехотная дивизия
  - пехотный полк «Великая Германия»

27 июня 1941:
- 9-я танковая дивизия
- дивизия СС «Лейбштандарт СС Адольф Гитлер»
- дивизия СС «Викинг»

1 июля 1941:
- 9-я танковая дивизия
- дивизия СС «Викинг»

7 августа 1941:
- 9-я танковая дивизия
- 16-я танковая дивизия
- 25-я моторизованная дивизия

3 сентября 1941:
- 9-я танковая дивизия
- 16-я танковая дивизия
- 25-я моторизованная дивизия

12 сентября 1941:
- 14-я танковая дивизия
- 25-я моторизованная дивизия

15 сентября 1941:
- 14-я танковая дивизия
- 16-я моторизованная дивизия

27 сентября 1941:
- 13-я танковая дивизия
- 14-я танковая дивизия
- дивизия СС «Викинг»

20 октября 1941:
- 16-я танковая дивизия
- дивизия СС «Викинг»
- Быстрая дивизия

2 января 1942:
- 16-я танковая дивизия
- 100-я лёгкая дивизия
- дивизия СС «Викинг»
- Быстрая дивизия

16 января 1942:
- дивизия СС «Викинг»
- 100-я лёгкая дивизия
- Быстрая дивизия

## Командование корпуса

### Командующий корпусом
- генерал пехоты Густав фон Витерсхайм (1 апреля 1938 – 21 июня 1942)

### Начальники штаба корпуса
- генерал-майор Фридрих-Вильгельм фон Шаппюи (1 апреля 1938 – 3 октября 1939)
- полковник Эдуард Метц (3 октября 1939 – 21 июня 1941)
- подполковник Фридрих Блюмке (21 июня 1941 – 1 марта 1942)
- полковник Эберхард Тунерт (1 марта 1942 – 21 июня 1942)

### Начальники оперативного отдела штаба
- подполковник Ханс-Георг Хильдебрандт (10 ноября 1938 – 20 сентября 1940)
- подполковник Эберхард Тунерт (20 сентября 1940 – 1 марта 1942)
- майор Херманн Рихард Шмолль (1 марта 1942 – 21 июня 1942)